# Roschen (Blagoewgrad)
Roschen (bulgarisch Рожен) ist ein Dorf in der Gemeinde Sandanski in der Oblast Blagoewgrad im Südwesten Bulgariens.

## Lage
Das Dorf Roschen befindet sich in der Landschaft Makedonien an den Ausläufern des Piringebirges und in unmittelbarer Nähe des gleichnamigen Klosters Roschen.
In der Nähe befinden sind auch die markanten Sandsteinpfeiler der Pyramiden von Melnik und das Dorf Karlanowo (bulgarisch Кърланово).
Das Nationale Astronomische Observatorium Roschen befindet sich dagegen in weiterer Entfernung in den Rhodopen am Berg Roschen.